# Focul (album)
Focul este un album realizat de solista de muzică pop rock Laura Stoica și lansat în anul 1994. Materialul include opt piese și a apărut la casa de discuri Edgar Surin Records, fiind editat sub formă de compact disc și casetă audio. Albumul a fost reeditat de Roton în anul 2008 sub formă de compact disc și cu grafica diferită față de ediția inițială.

## Piese
1. Focul (Răzvan Mirică, Laura Stoica / Laura Stoica)
2. Când ești singur (Geff Harrison / Iulian Vrabete)
3. Ea nu știe ce vrea (Iulian Vrabete / Iulian Vrabete)
4. Cui îi pasă (Eugen Mihăescu / Eugen Mihăescu, Laura Stoica)
5. Doar tu (Vlady Cnejevici / Nana Cnejevici, Laura Stoica)
6. Un actor grăbit (Bogdan Cristinoiu / Andreea Andrei)
7. Am nevoie de iubire (Florin Ionescu, Laura Stoica / Iulian Vrabete, Laura Stoica)
8. Va fi o zi (Geff Harrison / Iulian Vrabete)

## Personal
- Laura Stoica – vocal
- Eugen Mihăescu – chitară, voce de fundal (1, 2, 3, 4, 5, 7, 8)
- Vlady Cnejevici – claviaturi, voce de fundal (1, 2, 3, 4, 5, 7, 8)
- Iulian Vrabete – bas, voce de fundal (1, 2, 3, 4, 5, 7, 8)
- Florin Ionescu – tobe, voce de fundal (1, 2, 3, 4, 5, 7, 8)
- Cristian Soleanu – saxofon (3, 4, 5)
- Adrian Ordean – chitară (1)
- Alin Constanțiu – saxofon (6)
- Laurențiu Cazan – chitară acustică (6)
- Eugen Tegu – bas (6)
- Bogdan Cristinoiu – claviaturi, programări digitale (6)
- Cristina Andrei – voce de fundal (7)
- M. Vătămanu, T. Spineanu, G. Iorga, P. Manoliu – voce de fundal (8)

Materialul a fost înregistrat și mixat de Adrian Ordean la studioul Migas Real Compact din București, cu excepția piesei „Un actor grăbit”, care a fost înregistrată și mixată de Bogdan Cristinoiu la studioul Accord. Fotografii realizate de George Ciocan, concepție grafică de Iulian Vrabete.